# Schleswig-Holstein-Sonderburg-Norburg

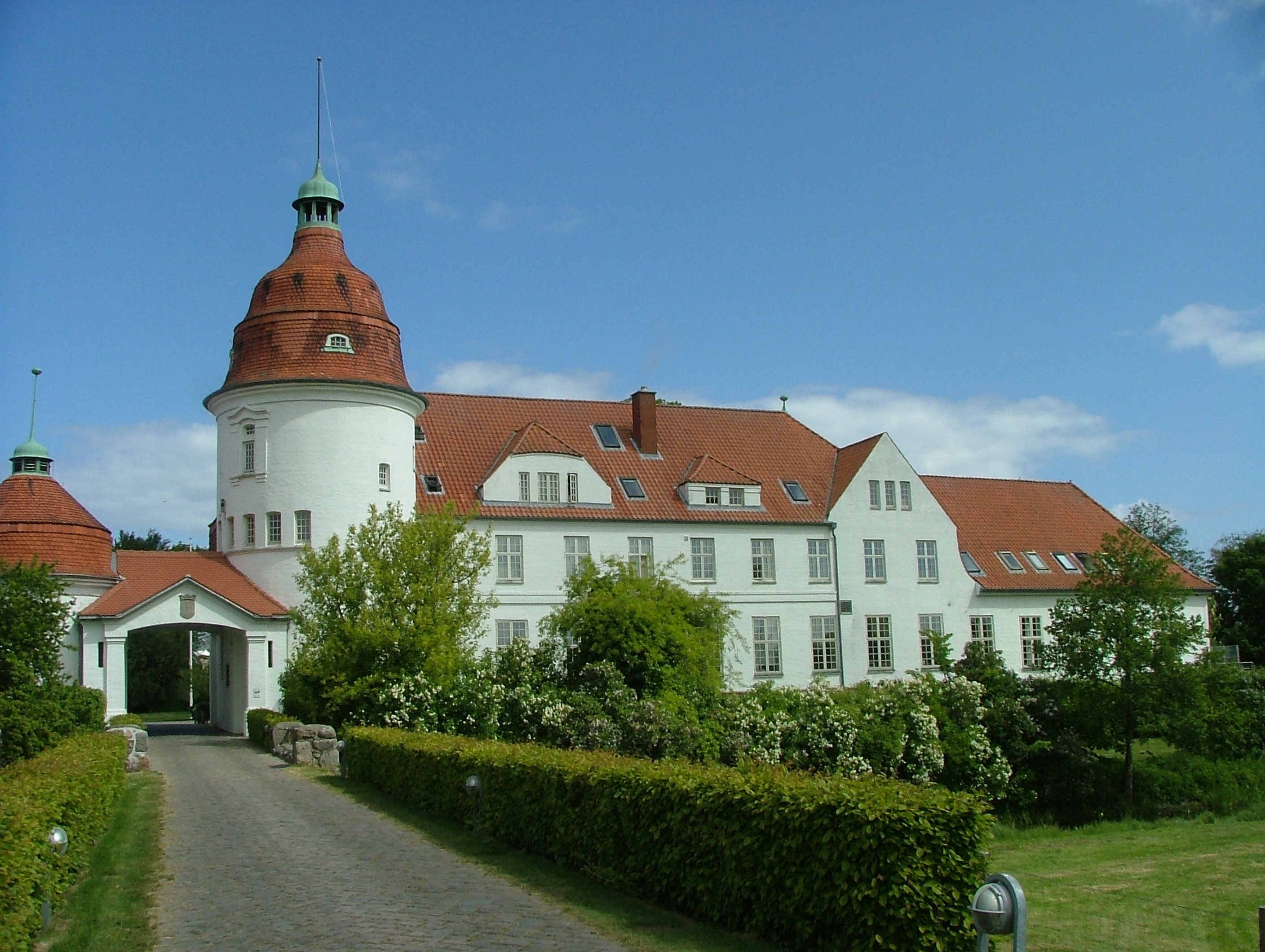
Il castello di Nordborg sull'Alsen dava il suo nome alla linea di Schleswig-Holstein-Sonderburg-Norburg

Il sub-ducato di Schleswig-Holstein-Sonderburg-Norburg emerge come linea collaterale del casato di Schleswig-Holstein-Sonderburg. La regione di Norburg (anche: Nordborg o Nordburg) è sull'isola di Als.

## Storia
Intorno al 1580, Giovanni, fratello minore del re danese, acquistò l'isola. Quando morì nel 1622, la terra fu divisa fra i suoi figli maschi; come il loro padre furono i cosiddetti Abgeteilte Herren il cui status non era legato al loro dominio. Quindi la parte settentrionale dell'Alsen inizialmente andò a Giovanni Adolfo, che diventò poi il primo duca di Schleswig-Holstein-Sonderburg-Norburg. Dopo la sua prematura morte la regione passò a suo fratello Federico. Nella seconda guerra del nord la terra fu devastata e il castello raso al suolo. Nel 1669 lo Stato andò in bancarotta e il re danese la rilevò.
Nel 1679 la proprietà di Norburg andò alla linea di Schleswig-Holstein-Sonderburg-Plön e fu data come eredità ad Augusto di Schleswig-Holstein-Sonderburg-Plön-Norburg, il secondo figlio maschio del duca di Plön, Gioacchino Ernesto. Poiché la linea di Plön non aveva eredi al principio del XVIII secolo, il primo figlio del duca Augusto, Gioacchino Federico, fu nominato come nuovo duca di entrambi i domini - Plön e Norburg. Dopo la morte del duca Gioacchino Federico, Federico Carlo, figlio del suo defunto fratello, Cristiano Carlo, - frutto di un matrimonio morganatico - fu nominato nel 1722 come nuovo duca di Plön e Norburg. Non fu in grado di assumere il ducato di Plön fino al 1729 a causa di una disputa ereditaria con la linea di Schleswig-Holstein-Sonderburg-Plön-Rethwisch. Formalmente ultimo duca di Norburg, egli abbandonò poi la proprietà in favore del re danese, che in cambio rilevò tutti i suoi debiti. Con ciò la linea di Norburg alla fine si estinse.

## Duchi di Schleswig-Holstein-Sonderburg-Norburg
| Reign                                                                          | Nome                            | Nota |
| ------------------------------------------------------------------------------ | ------------------------------- | --- |
| 1622-1624                                                                      | Giovanni Adolfo (1576-1624)     | Primo duca, morì senza eredi |
| 1624-1658                                                                      | Federico (1581-1658)            | Fratello di Giovanni Adolfo |
| 1658-1669                                                                      | Giovanni Boguslavo (1629-1679)  | Deposto nel 1669 quando lo stato andò in bancarotta, morì senza eredi |
| fallimento dello Stato e trasferimento allo Schleswig-Holstein-Sonderburg-Plön |                                 | |
| 1679-1699                                                                      | Augusto (1635-1699)             | Figlio del duca di Plön, Gioacchino Ernesto, padre di Gioacchino Federico |
| 1699-1722                                                                      | Gioacchino Federico (1668-1722) | Ereditò anche Plön nel 1706, dopo di che le linee sono state fuse nuovamente. Morì senza eredi maschi                                                                           |
| 1722-1729                                                                      | Federico Carlo (1706-1761)      | Non diventò duca di Plön fino al dopo il termine della disputa successoria con Rethwisch, ma rinunciò a Norburg in favore del re danese in cambio del pagamento dei suoi debiti |